# Gustaf Vasa kyrka
Gustaf Vasa kyrka är församlingskyrka i Gustaf Vasa församling i Stockholms stift, invigd den 10 juni 1906. Den är belägen i Kvarteret Syrenen i Vasastaden i centrala Stockholm och började byggas 1901 efter en delning av Adolf Fredriks församling. Kyrkan ligger i ett öppet läge vid Odenplan och upptar ett helt kvarter mellan Odengatan, Karlbergsvägen, Upplandsgatan och Västmannagatan. Den ritades av arkitekten Agi Lindegren.

## Historia

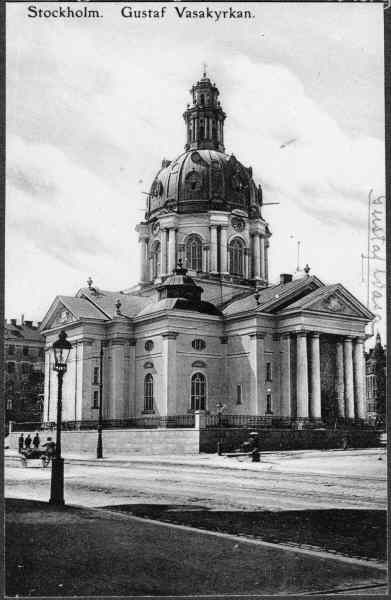
Gustaf Vasa kyrka på ett vykort, tidigt 1900-tal.

Behovet av en ny kyrka uppstod då Adolf Fredriks församling delades i tre delar, varvid Gustaf Vasa församling samt Sankt Matteus församling uppstod. Själva delningen skedde 1906, men beslutet hade tagits tidigare, beroende på den ökande befolkningen på Norrmalm. Kyrkans tomt vid Odenplan gick innan bygget under namnet gropen och vid bygget av kyrkan behövde man utföra en betydande grundläggning.
Kyrkan invigdes den 10 juni 1906 av ärkebiskop Johan August Ekman, samt totalt åtta kyrkoherdar. Vid invigningen deltog även Kronprins Gustaf, Prins Gustaf Adolf samt Prinsessan Teresia. Till invigningen tillverkades även en minnespenning graverad av Erik Lindberg.

## Kyrkobyggnaden
Kyrkan ritades av arkitekten Agi Lindegren och uppfördes av Byggmästarefirman Jakobsson & Eriksson från Umeå. Kyrkan utformades som en korskyrka med en över 60 meter hög kupol och kan sägas vara inspirerad av italienska senbarockkyrkor. Den är orienterad i väst-östlig riktning och vänder sin magnifika östfasad med huvudingång mot Odenplan. Utrymmet närmast innanför fungerar som vapenhus. Kyrkan är en av de största i Stockholm och rymmer omkring 1200 sittplatser.

### Exteriör
Kyrkans centrum markeras av ett torn med hög kupol samt överst en lanternin. Från den centrala kvadraten utgår fyra mindre kvadrater i de fyra väderstreckens riktningar, och dessa bildar korsarmarna. Mot Odenplan, eller öster, ligger huvudportalen som byggs upp av pilastrar i hörnen och segmentformade frontoner, huvudportalen är i form av en risalit och flankeras av kopplade kolonner (parställda), ovan på vilket vilar ett entablement och huvudportalen kröns av en fronton. Mellan korsarmarna täcks taken av kopparplåt utformade som tälttak med lanterniner. Murarna är av putsat tegel och kupolens stomme är av trä. Portaler och kapitäl är av huggen kalksten. Över ingångarna finns kartuscher med inskrifter på latin.

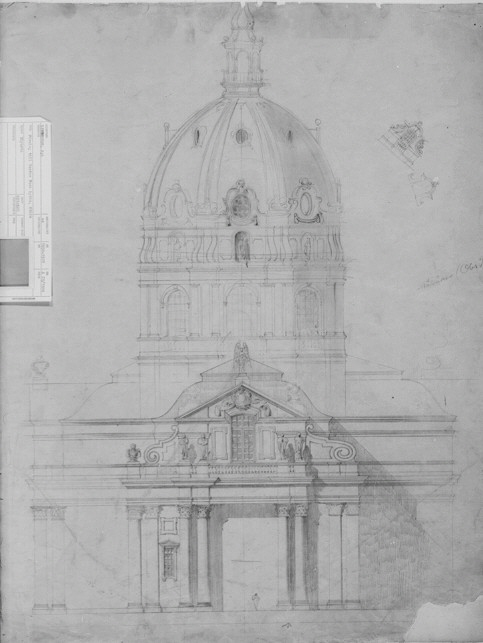
Skiss av Agi Lindegren som visar förslag till kyrkans exteriör.
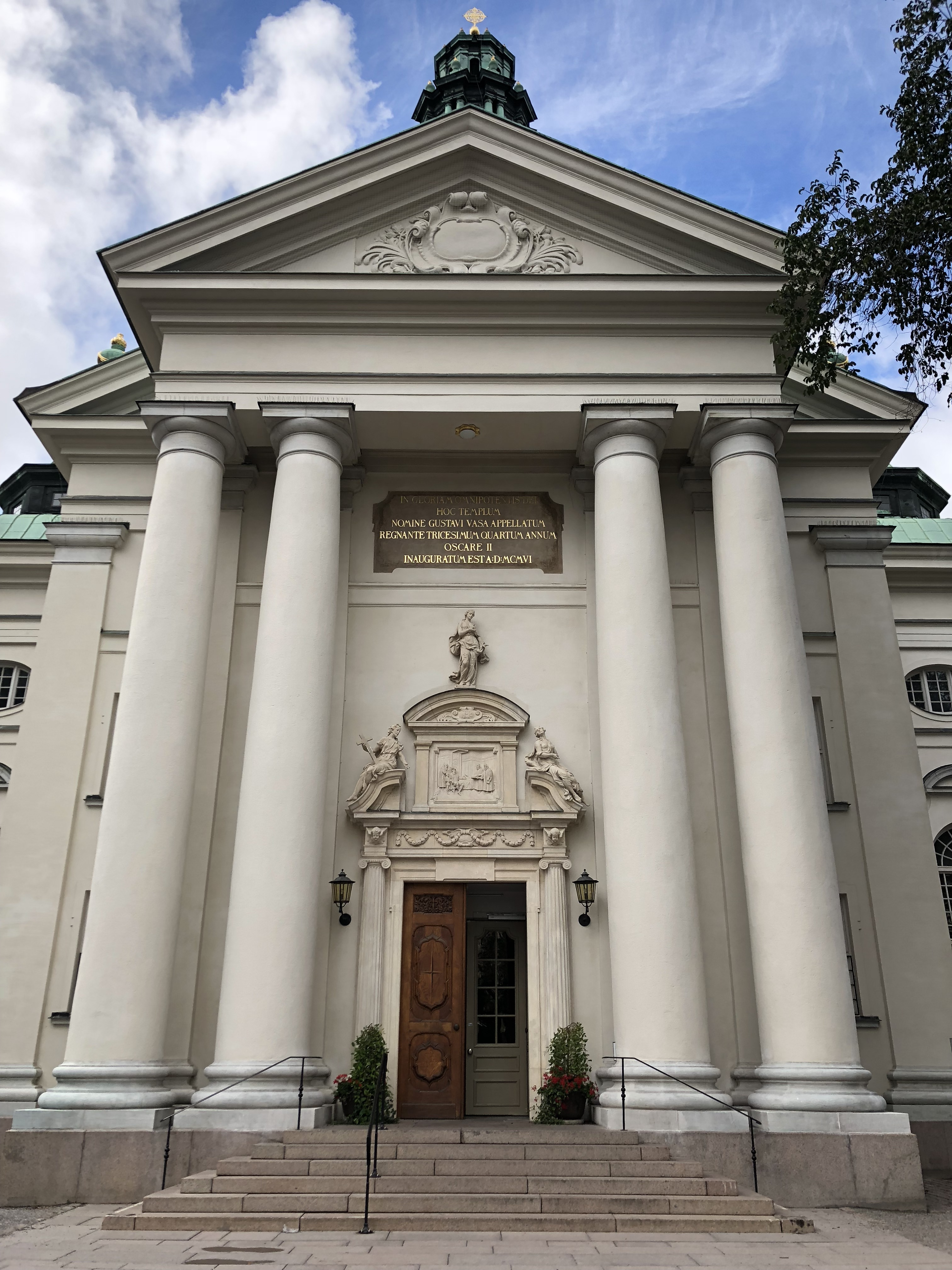
Kyrkans huvudfasad med kopplade kolonner och fronton, samt entrén och inskriptionen på latin.
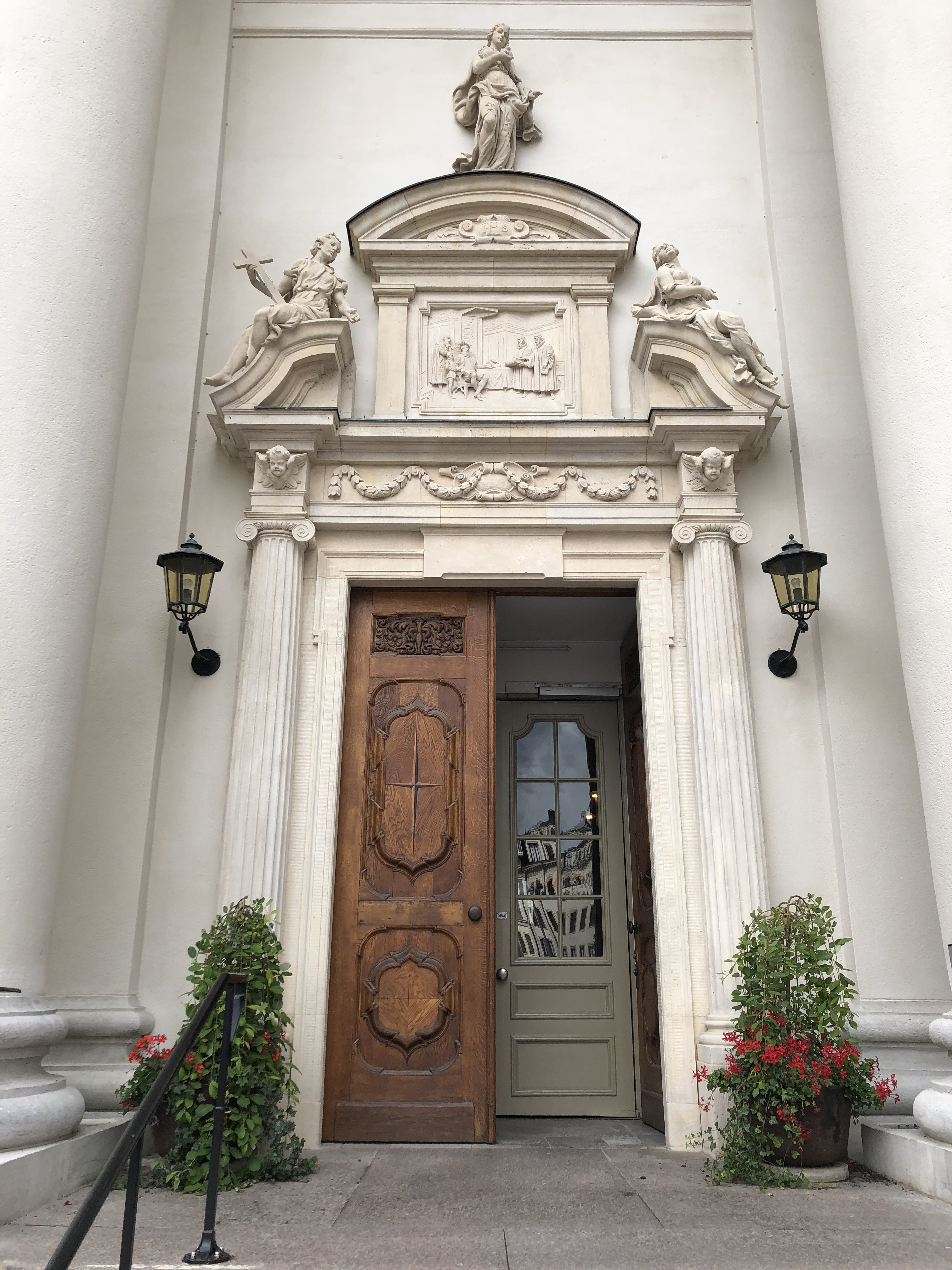
Kalkstensportalen mot Odenplan, med figurscen samt de tre kvinnofigurerna.
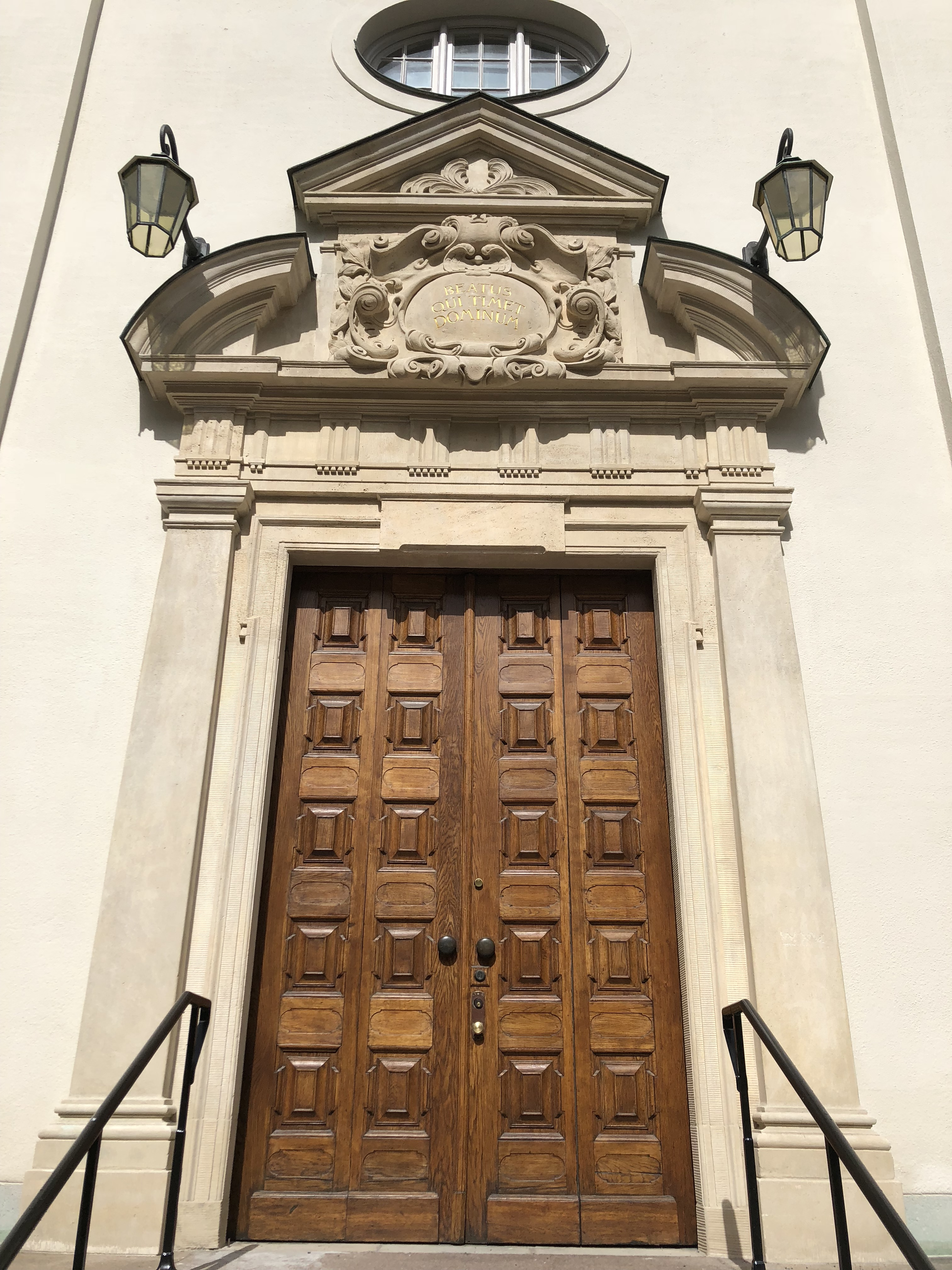
Södra entrén med sin kalkstensportal.
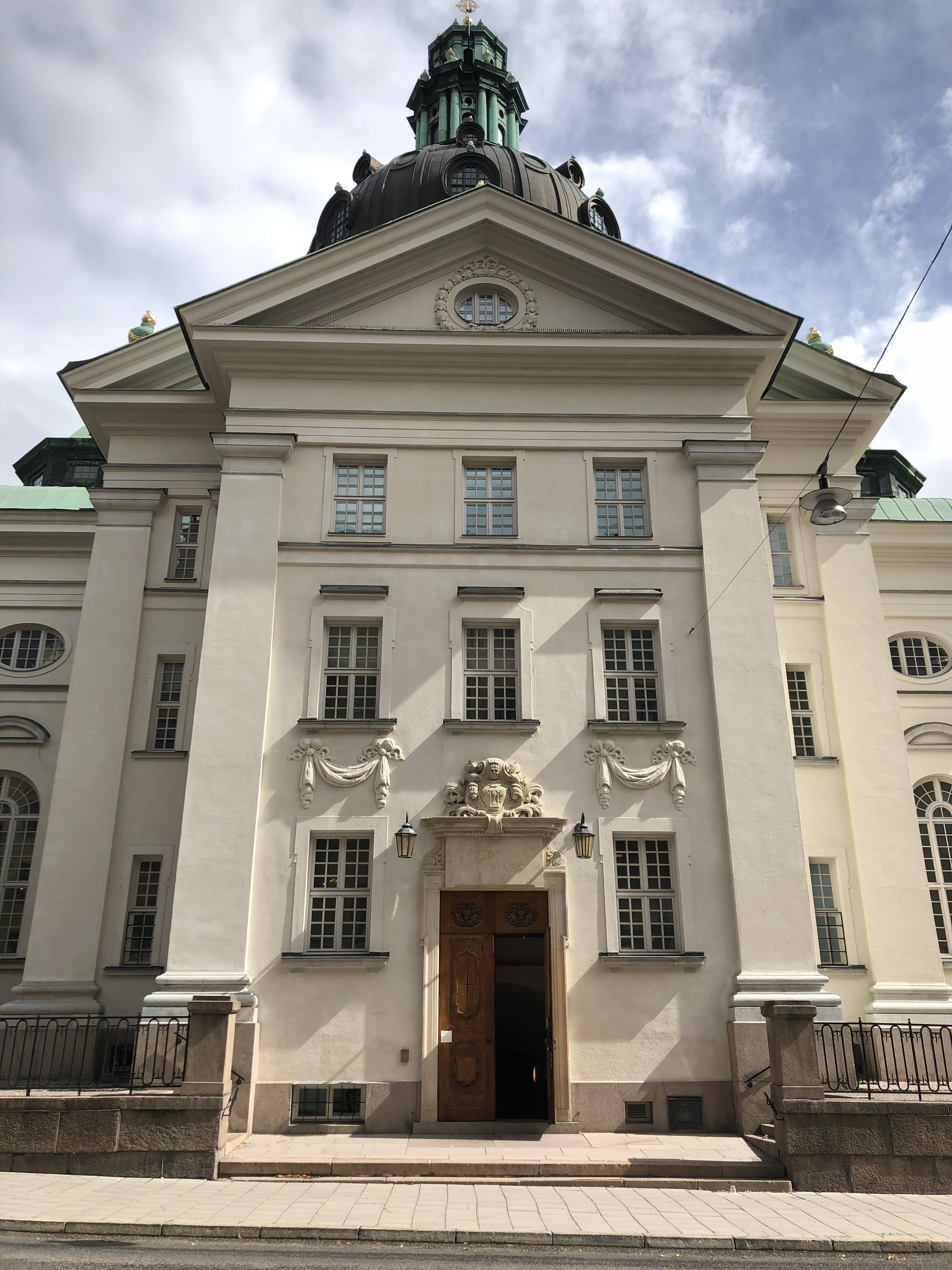
Västra fasaden och entrén till kyrkans kolumbarium.

#### Portalerna[3]
Den portal av kalksten som ligger vid kyrkans huvudentré är klassiskt uppbyggd och har på respektive sida om porten engagerade kolonner krönta med joniska kapitäl. På entablementet ovan kolonnerna syns två kerubansikten och på arkitraven mellan dessa, syns en festong som knyts samman på mitten i en kartusch. Ovan detta finns en figurscen som visar hur Gustav Vasa tar emot bibeln på svenska av bland andra Laurentius Petri 1541. Överst en fronton som innehåller en kartusch med kristogramet IHS som på latin utläses som Iesus Hominum Salvator eller på svenska Jesus Människornas Frälsare. Ovanför denna syns en figur som symboliserar Kärleken. På varje sida om figurscenen, på brutna frontoner vilar två kvinnofigurer Tron till vänster med ett kors och Hoppet till höger.
Portalerna i norr respektive söder är lika, entablementet är uppburet av pilastrar i dorisk ordning, kartuscherna som är omgivna av blad och musselornament bär olika inskriptioner;
Den norra bär Gustav Vasas valspråk på latin, OMNIS POTESTAS A DEO (All makt är av Gud). Den södra BEATUS QUI TIMET DOMINUM (Säll den som fruktar Herren)
Den västra portalen leder inte in till kyrkan utan ner i den tidigare kryptan och till kolumbariet. Överstycket pryds här av en dödskalle samt ett timglas med vingar. Timglaset syftar på termen tempus fugit eller tiden flyr och både den och dödskallen är symboler för döden.  Även här finns en inskriptionen på latin SALVATOR MUNDI ADIUVA NOS (Världens Frälsare, hjälp oss).
Samtliga portaler är skapade av Alfred Ohlson och huggna vid AB Anderssons Mekaniska Stenhuggeri i Stockholm.

#### Inskription över entrén[4]
Över huvuddentrén finns en inskription i förgyllda bokstäver. Kungliga Vitterhets Historie och Antikvitets Akademien godkände vid sitt sammanträde den 29 maj 1906 inskriptionen som är på latin;
Detta blir på svenska:

### Interiör
Kyrkorummet kan nås från tre av de fyra korsarmarna, och övre dessa finns totalt tre läktare placerade. På den östra finns kyrkans orgel. Golven i vapenhusen är belagda med kalksten och har målade väggar. Huvudingångens väggar har även uppdelning i form av pilastrar och nischer. Interiören i kyrkorummet präglas främst av barockens formspråk, och kyrkorummet är marmoreringsmålat i gult och pilastrar och murpelare i grått. Ovanför pilastrarna löper en kraftigt profilerad list runt hela kyrkorummet, och ovanför denna list är väggarna vitkalkade. Den profilerade listen bär ett citat från Markusevangeliets 17:e kapitel i bibeln;
I korsmittens bågar finns skulpterade moln och änglar som håller kartuscher, samtliga av Alfred Ohlson, med fyra olika bibelcitat;
I kupoltaket och valven finns freskmålningar av konstnären Vicke Andrén. I kupolen gestaltas exempelvis Kristi förklaring. Mellan valvbågarna har Andrén skapat bilder av de fyra evangelisterna, vars namn även framträder i kartuscher under målningarna; S. Marcus, S. Lucas, S. Johannes och S. Matteus.
Vid en restaurering 1965–1966 under ledning av arkitekt David Dahl utformades kyrkans fyra hörnpartier som kapell för dop och andra ändamål. Kapellen har namn efter de fyra evangelisterna Matteus, Markus, Lukas och Johannes. I kapellen finns även respektive evangelist avbildad.

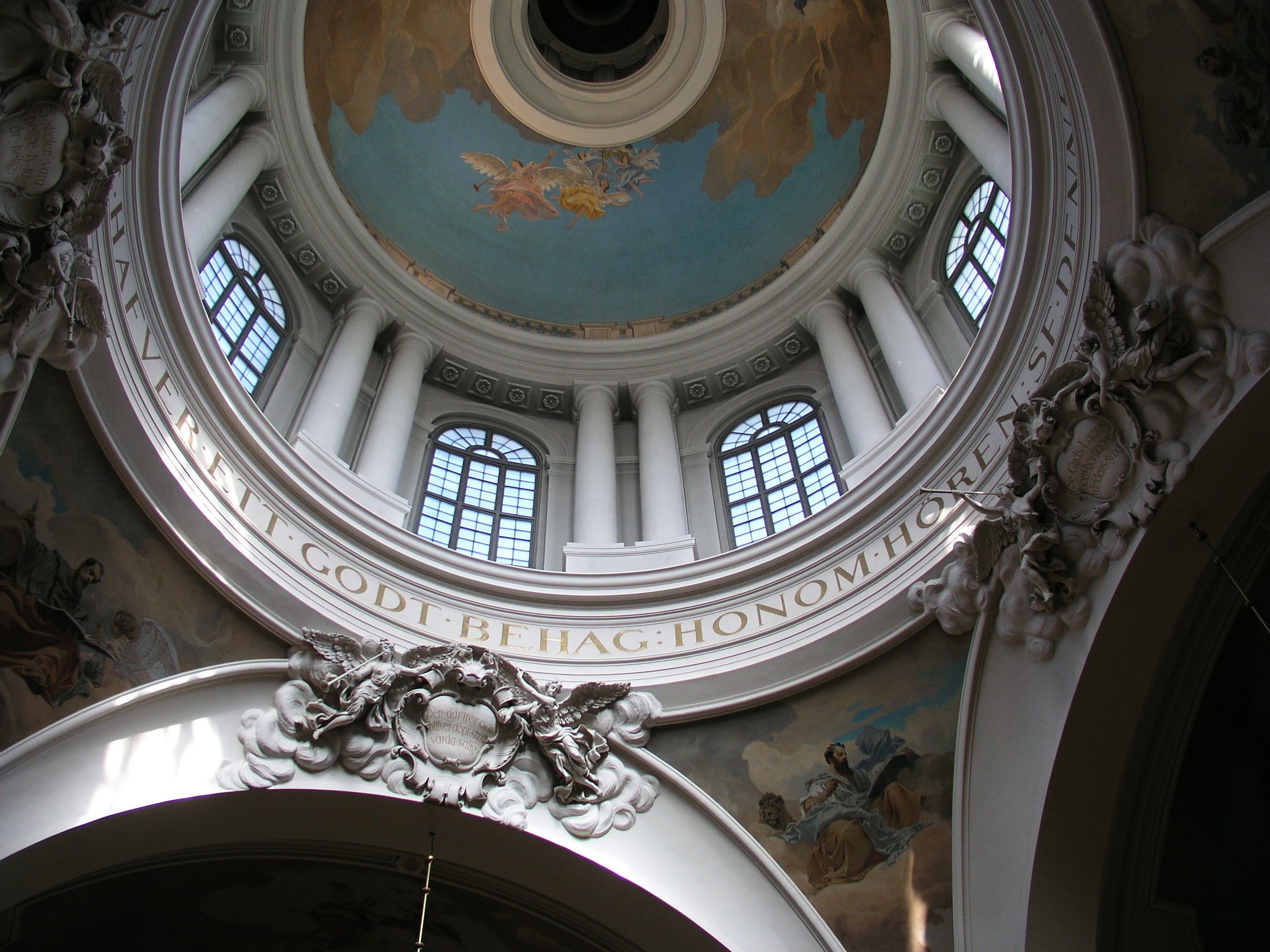
Kupoltaket med inskription.
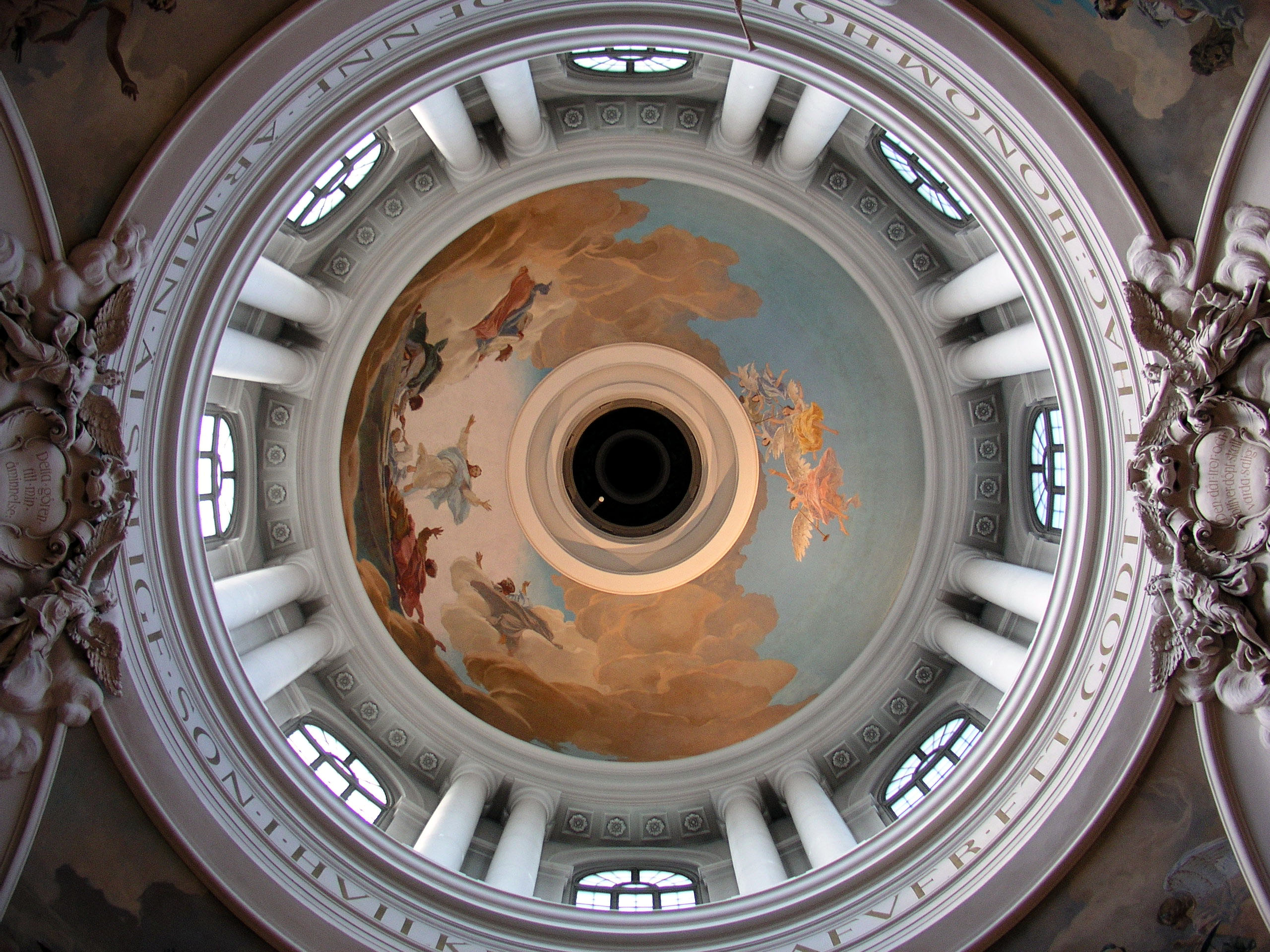
Kupolen med målningar av Vicke Andrén.
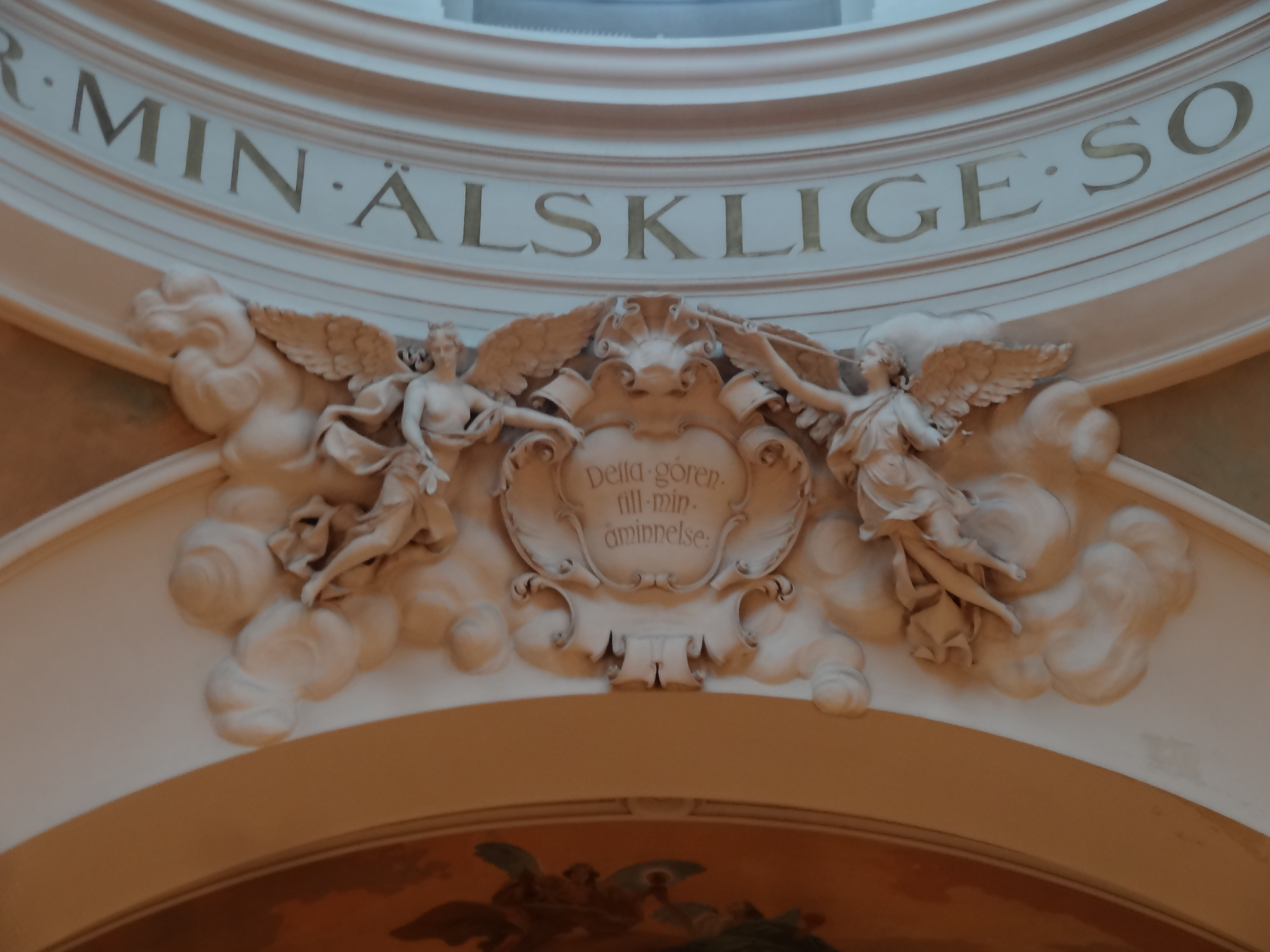
Änglar hållande kartusch med bibelcitat.
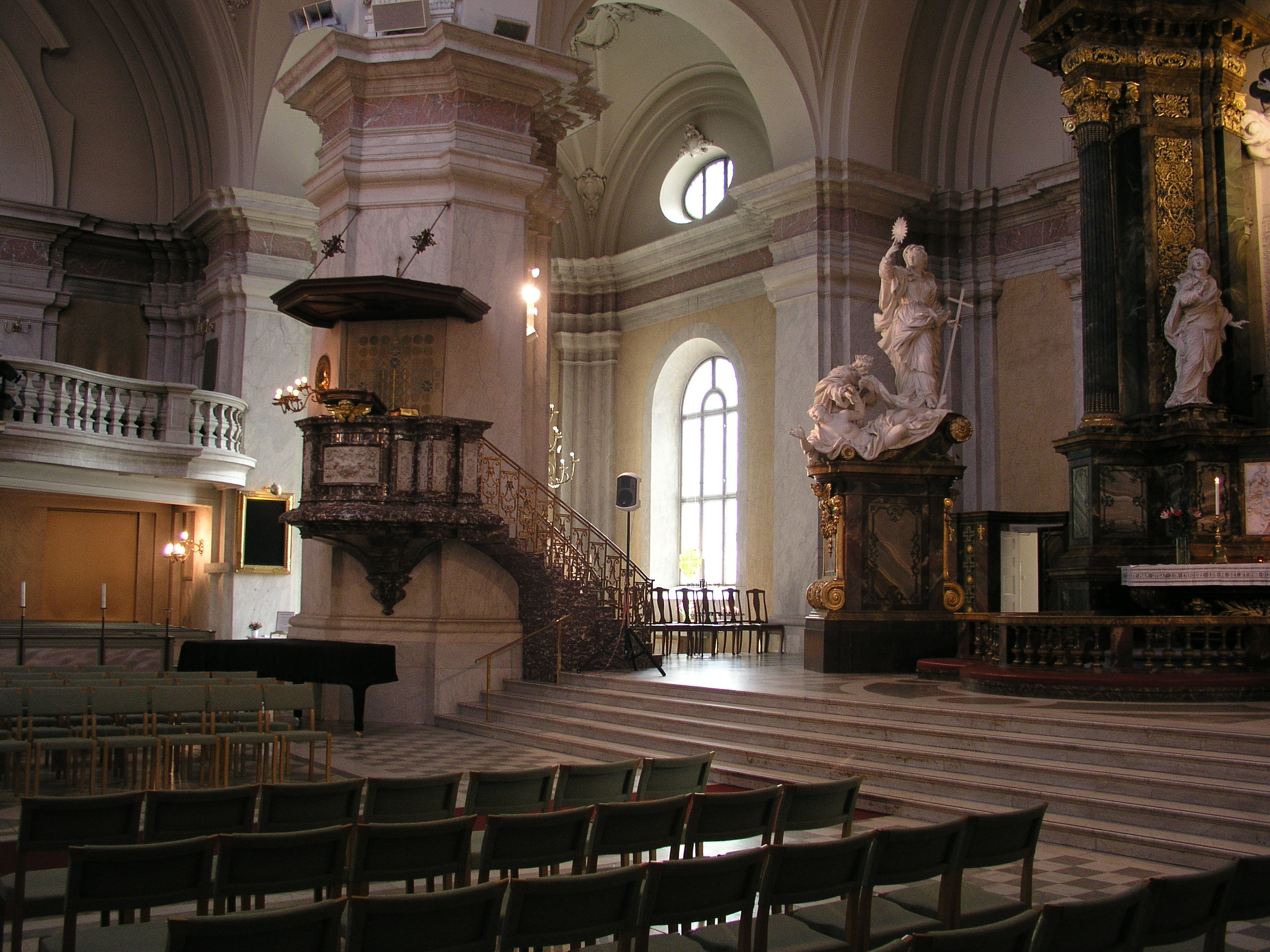
Predikstolen.

### Krypta och kolumbarium

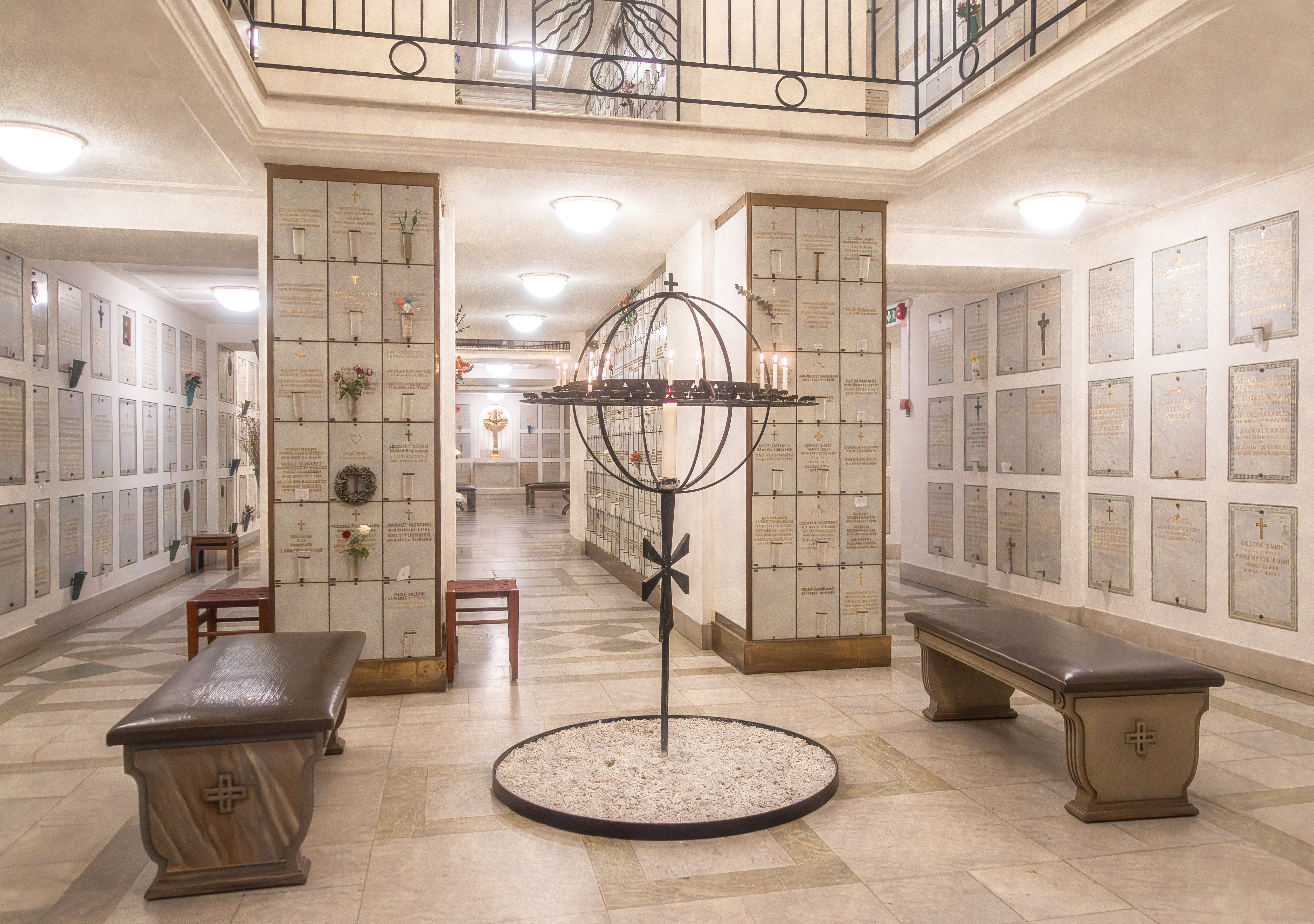
Kolumbariet i Gustav Vasas kyrka 2024.

Under kyrkans mittparti finns den treskeppiga kryptan som i början användes som begravningskapell. Kryptan utvidgades 1923–1924 under ledning av arkitekt Gustaf Lindgren med ett kolumbarium. Det har senare utvidgats i etapper med bland annat Robert Berghagen som arkitekt och är idag Sveriges största med plats för 35 000 urnor. Här finns en glasmålning och en mosaik från 1956 av Einar Forseth. 
Kapellet ombyggdes 1951 till en lillkyrka efter ritningar av arkitekten Georg Rudner. Altarmuren dekorerades med en fresk av Olle Hjortzberg.

## Restaurering 2016–2017[6]
Kyrkan renoverades och restaurerades under åren 2016–2017. Kyrkan stängdes efter högmässan den 1 maj 2016. Renoveringen tog 19 månader, och kyrkan återinvigdes den 3 december, 2017. Invändigt målade man och rengjorde väggarna, vilket även omfattade plafondmålningarna. Även kyrkbänkarna renoverades och kyrkan fick ett nytt ljudsystem. En ny informations- och biljettförsäljningslucka byggdes också. Kyrkan blev även tillgänglighetsanpassad, vilket inkluderade kyrkans arbetsutrymmen såsom sakristian, körsalen och vindsförråden.
Exteriört har man rengjort alla stendetaljer, samtidigt som putsen fått en ljusare färg. Samtliga fönster har renoverats, samt även alla dörrar och entrépartier. Förgyllda detaljer på taket såsom kors och eldsflammor har omförgyllts.

## Inventarier

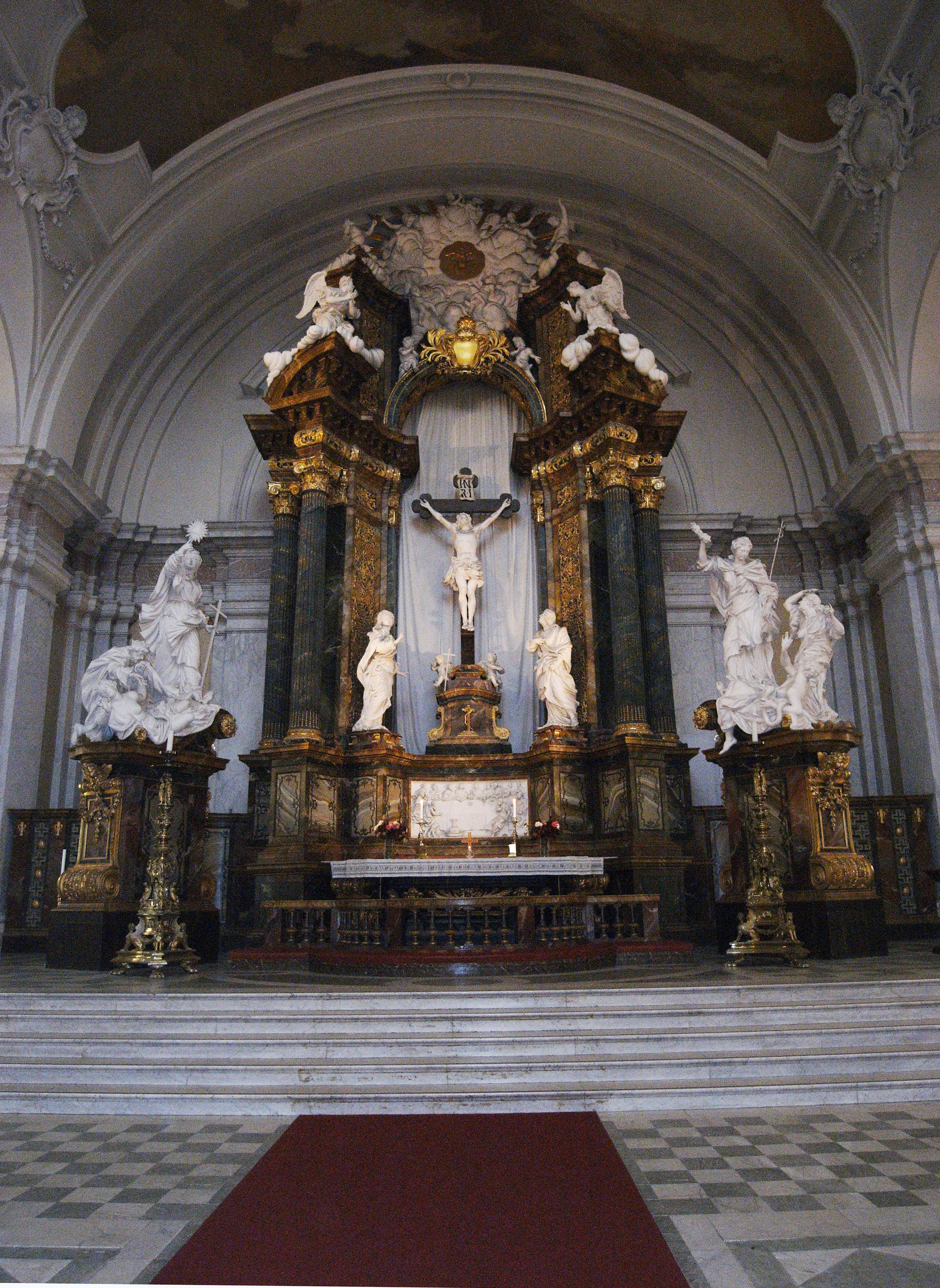
Altaruppsatsen med sidogrupper, samt mässingskandelabrarna framför.

- Altaruppsatsen med höga sidogrupper, delvis komponerad efter förebild från jesuiternas kyrka Il Gesù i Rom och ursprungligen utförd för Uppsala domkyrka av Burchardt Precht 1725–1731.

- Predikstolen som är av marmor är ritad av Agi Lindegren. Predikstolens trappa och korg är av rödbrun, polerad, marmor och trappräcket är av förgyllt smide. Korgen har vit marmordekor i relief, det flacka taket är av mörkbetsat trä.

- Dopfunten i vit marmor är skulpterad av konstnärinnan Sigrid Blomberg.

- Två stora kandelabrar av mässing från Gusums bruk framför altaret, efter modell av Sigrid Blomberg. Fotställningen utgörs av tre sfinxer som vilar på lejontassar. Kandelabrarna är en gåva av godsägaren Petrus Feght och dennes hustru Mathilda.

- Nattvardskärl av silver tillverkade av C G Hallberg 1906

### Klockor
Kyrkan har tre kyrkklockor gjutna vid Bergholtz klockgjuteri i Stockholm 1905.
Den största väger 2260 kg och skänktes av grosshandlaren Johan August Unman och dennes hustru Ida Maria Unman. På klockan finns följande vers ingraverad;
Den andra klockan väger 1219 kg och har följande inskription:
Den minsta klockan väger 537 kg med följande inskription:
Kyrkklockorna ringde för första gången den 6 juni 1906 klockan 19.30.

### Orglar
Kyrkans huvudorgel byggdes ursprungligen 1906-1907 av Setterquist & Son Orgelbyggeri, men har byggts till ett flertal gånger. Den är av en helt kompromisslöst genomförd Aristide Cavaillé-Coll-typ och har 76 stämmor fördelade på fyra manualverk, varav två spelas på samma manual, och pedal. Otto Olsson, organist i kyrkan under 49 år, hade ett stort inflytande över orgelns utformning.

#### Diskografi
Inspelningar av musik framförd på kyrkans orglar.
- Birgit Nilsson at the churches of St. Jacob and Gustav Vasa / Nilsson, Birgit, sopran ; Bondeman, Anders, orgel. CD. Swedish Society Discofil SCD 1137. 2006.- Inspelat 1963.
- Credo symphoniacum and other organ works / Olsson, Otto, kompositör ; Lundkvist, Erik, orgel. CD. Proprius PRCD 9025. 1994. - Tidigare utgivet 1979.
- Organum / Åhlén, Waldemar, orgel. LP. Proprius PROP 7753. 1975.
- Den romantiska orgeln i Gustaf Vasa, Stockholm / Lundkvist, Erik, orgel. LP. Proprius PROP 7750. 1975.
- Åke Levén konserterar på orgel. LP. Decca SXL 6031. 1962. - Även Telestar TRS 11059. 1970?. - Inspelat 1959.

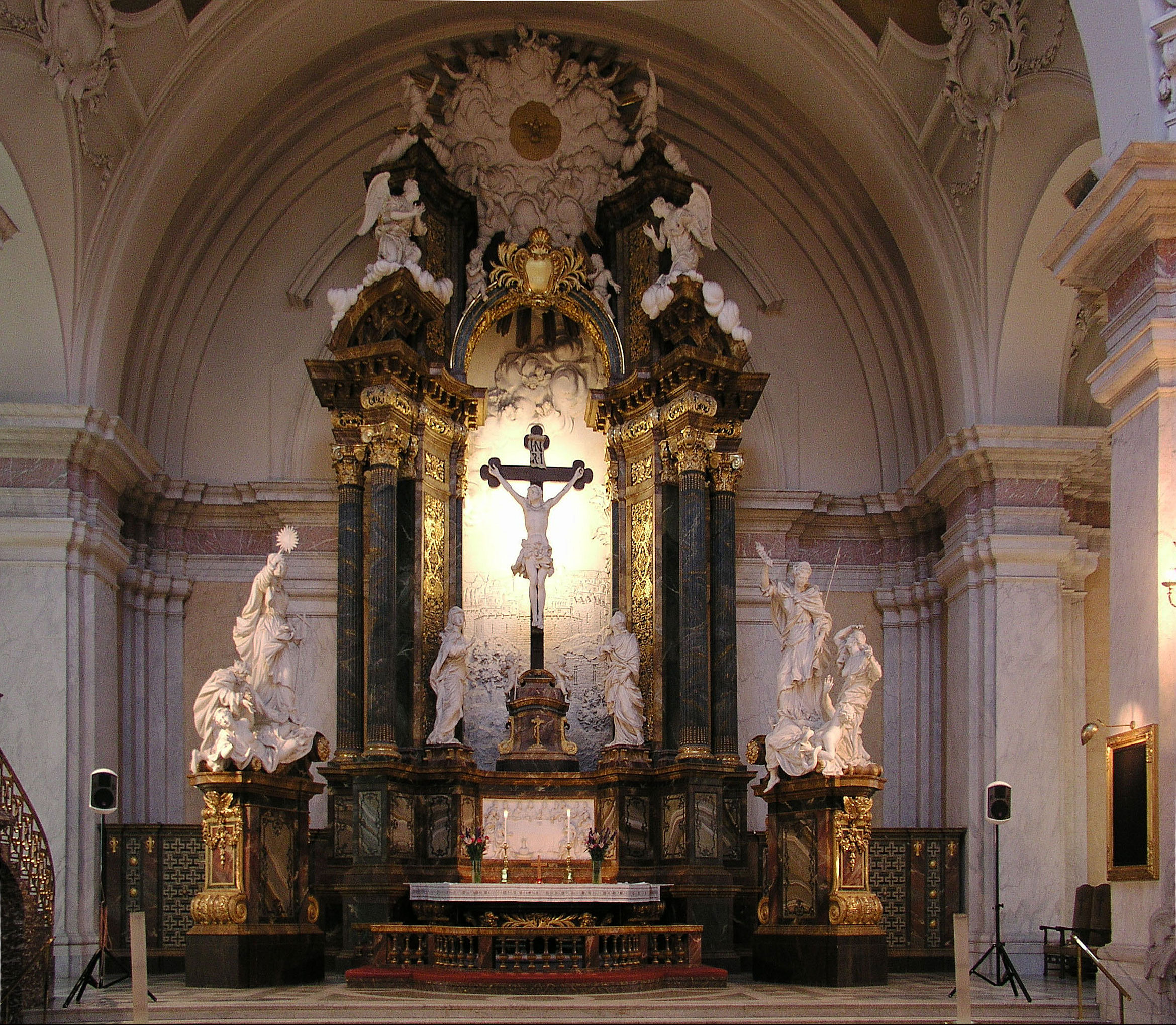
Altaruppsatsen med höga sidogrupper, delvis komponerad efter förebild från jesuiternas kyrka Il Gesù i Rom och ursprungligen utförd för Uppsala domkyrka av Burchardt Precht 1725–1731.
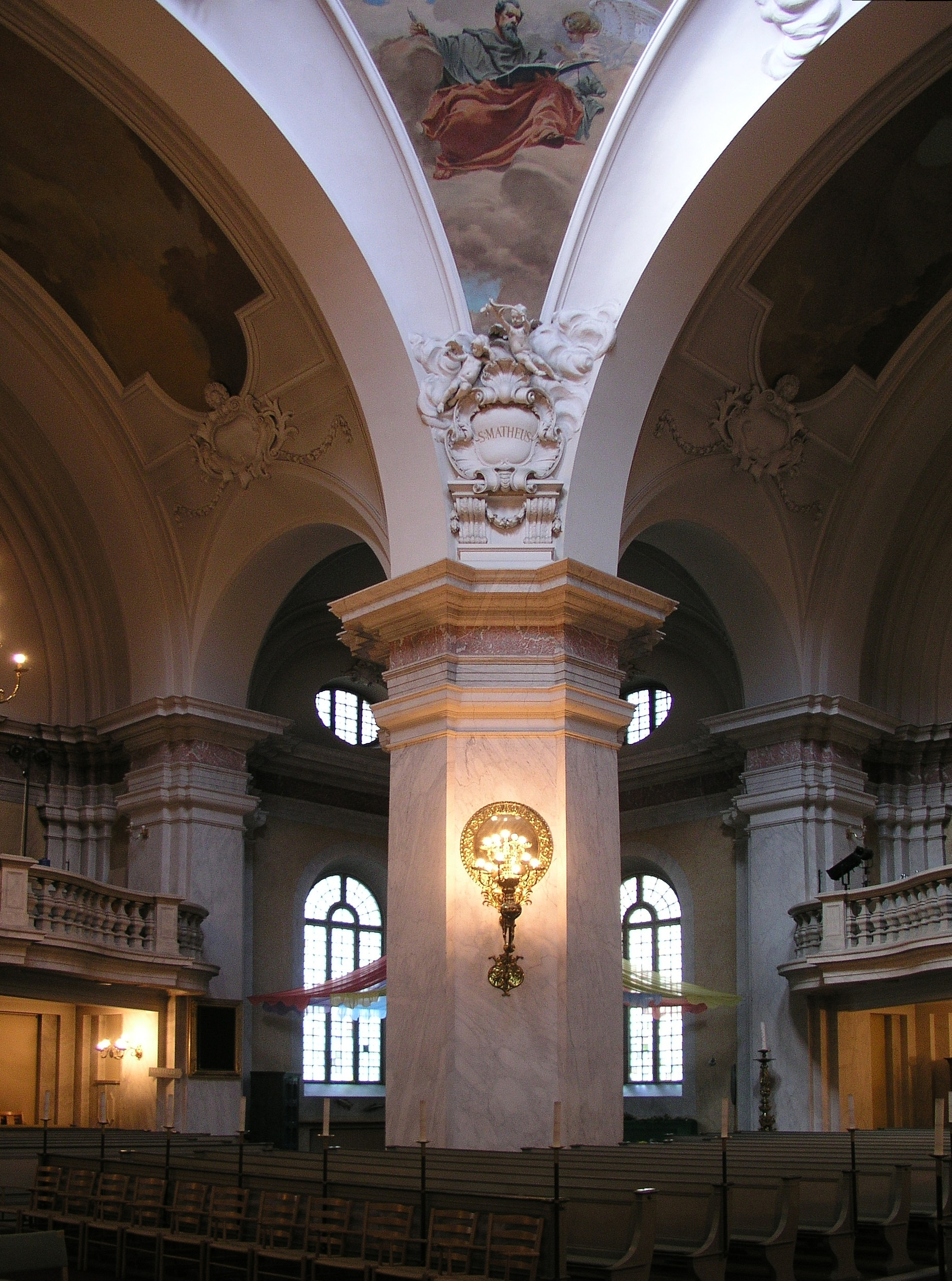
Matteuskapellet, i ett av kyrkans hörn.
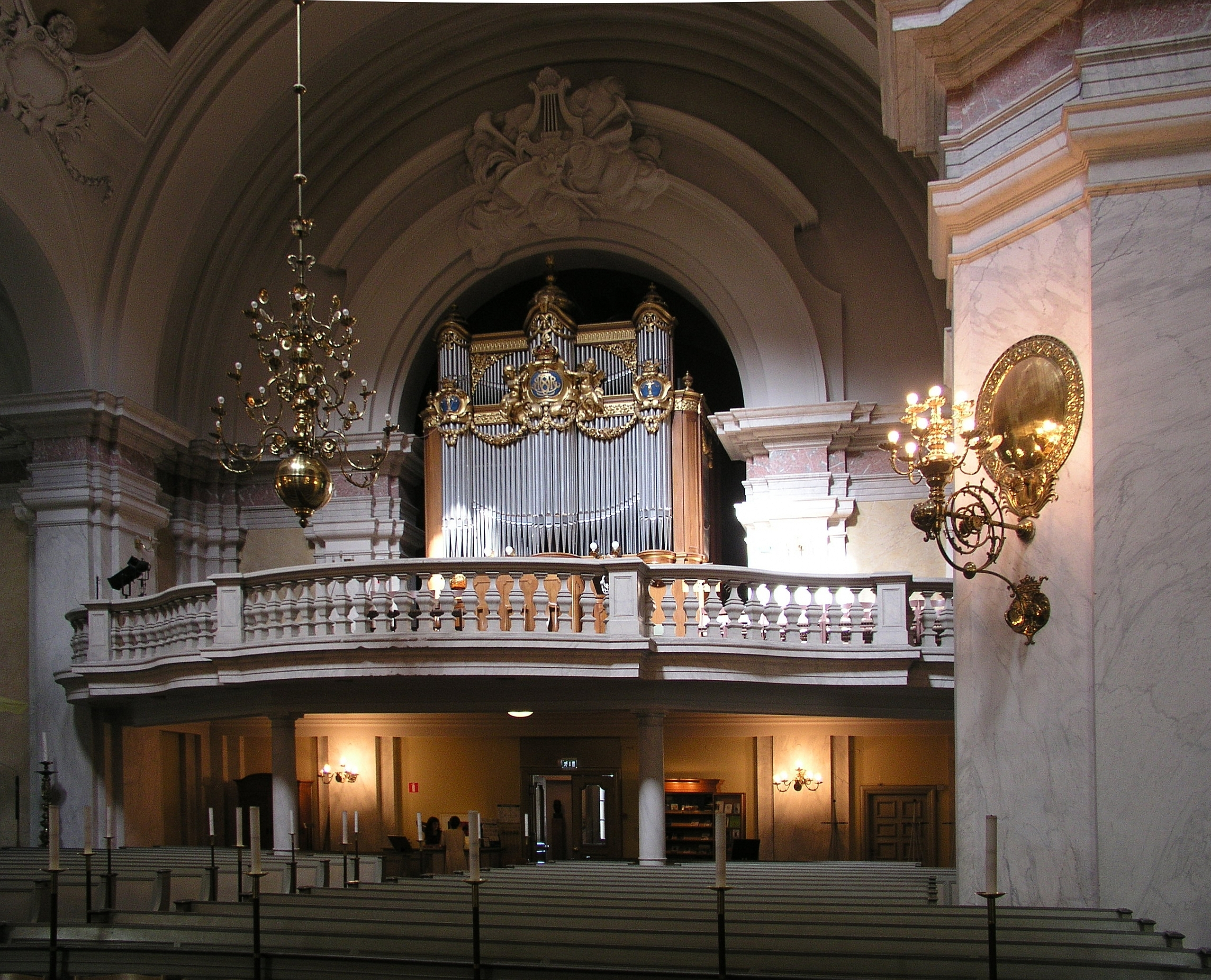
Läktarorgeln.
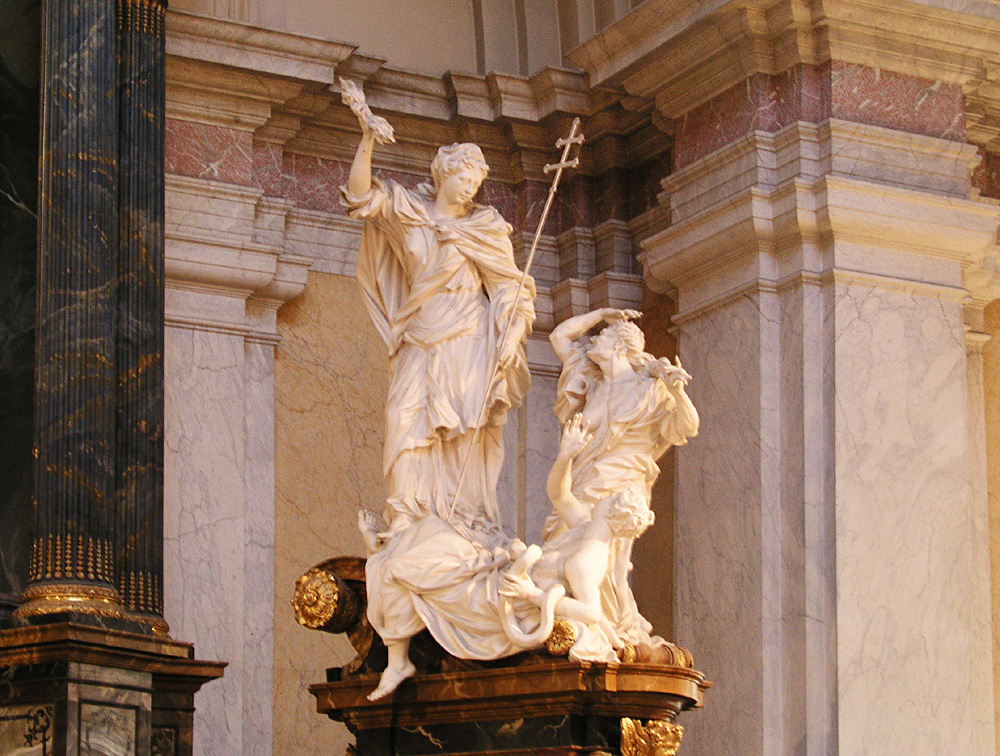
Höger altargrupp skulpterad av Burchardt Precht.
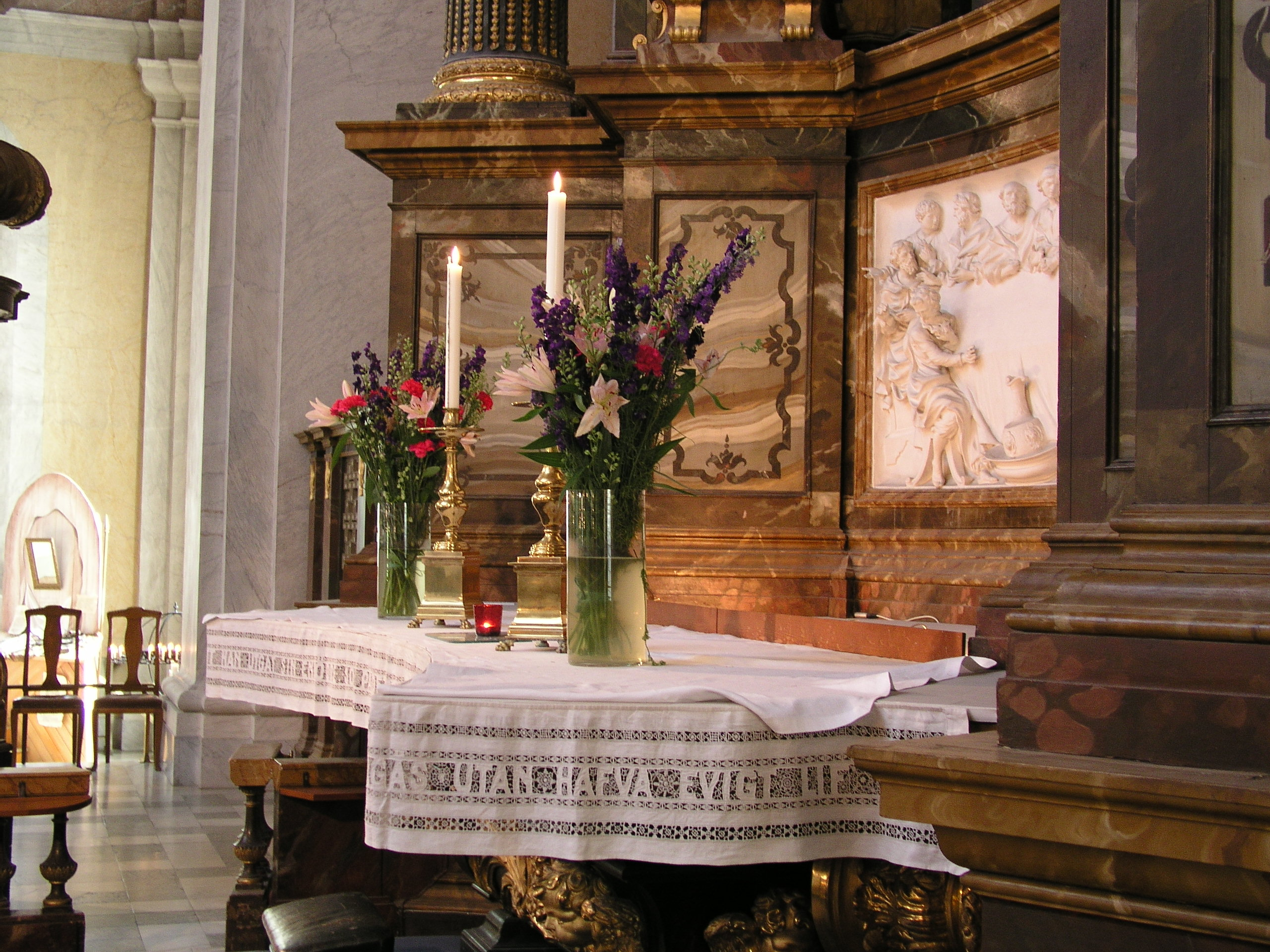
Altaret.
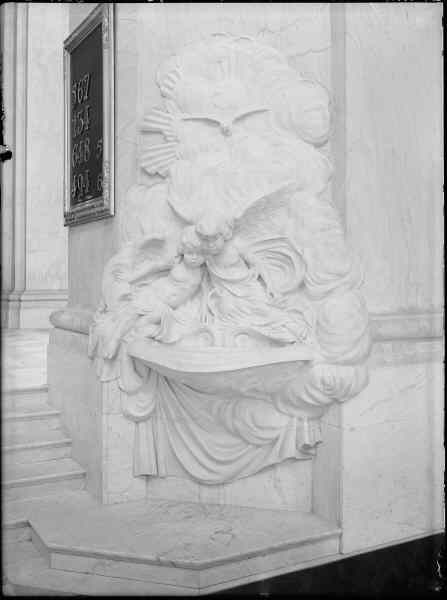
Dopfunten i vit marmor är skulpterad av konstnärinnan Sigrid Blomberg.
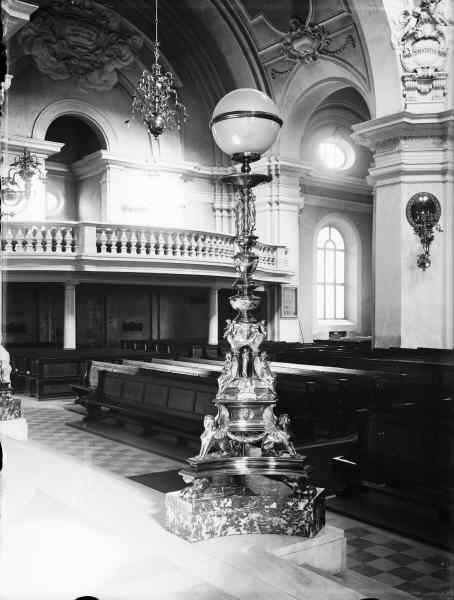
Två stora kandelabrar av mässing från Gusums bruk framför altaret, efter modell av Sigrid Blomberg.